# Felnac (gmina)
Felnac – gmina w Rumunii, w okręgu Arad. Obejmuje miejscowości Călugăreni i Felnac. W 2011 roku liczyła 2931 mieszkańców.